# Cyclosorus occultus
Cyclosorus occultus là một loài thực vật có mạch trong họ Thelypteridaceae. Loài này được (Hope) Ching mô tả khoa học đầu tiên năm 1938.